# Маламбо (Колумбия)
Маламбо (исп. Malambo) — город и муниципалитет в Колумбии в составе департамента Атлантико.

## Географическое положение
Город расположен в департаменте Атлантико на правом берегу реки Магдалена, в 13 км от столицы департамента Барранкильи. Абсолютная высота — 10 метров над уровнем моря.

Площадь муниципалитета составляет 108 км².

## Население
По данным Национального административного департамента статистики Колумбии, совокупная численность населения города и муниципалитета в 2012 году составляла 115 276 человека.
Динамика численности населения города по годам:
| 2005    | 2006    | 2007    | 2008    | 2009    | 2010    | 2011    | 2012    |
| ------- | ------- | ------- | ------- | ------- | ------- | ------- | ------- |
| 101 280 | 103 340 | 105 324 | 107 303 | 109 279 | 111 257 | 113 266 | 115 276 |

Согласно данным переписи 2005 года мужчины составляли 49,6 % от населения города, женщины — соответственно 50,4 %. В расовом отношении белые и метисы составляли 83,8 % от населения города; негры — 12,6 %; индейцы — 3,6 %..
Уровень грамотности среди населения старше 5 лет составлял 90,5 %.